# Machine-Readable Cataloging

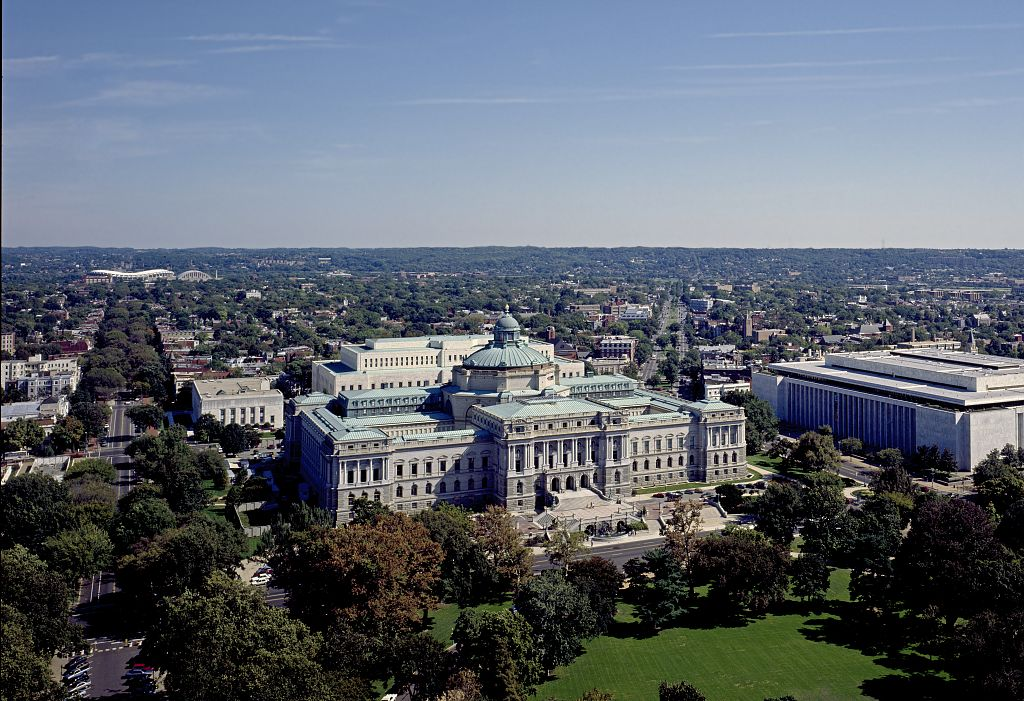
Das MARC-Format wird seit den 1960ern von der Library of Congress in Washington, D.C. entwickelt

MARC (MAchine-Readable Cataloging) ist ein bibliographisches Datenformat. Entwickelt wurde es 1969 an der Library of Congress in den USA. Im Lauf der Jahre folgten zahlreiche verschiedene Versionen, von denen bis heute vor allem die Version MARC 21 weltweit von Bibliotheken verwendet wird. MARC 21 ist ein allgemeines Format, das von verschiedensten Anwendungen gelesen und verarbeitet werden kann. Hauptzweck ist die Übertragung von bibliographischen Daten zwischen Bibliotheken.
MARC liefert das Protokoll, durch das Computer bibliografische Informationen miteinander austauschen können. Seine Datenelemente bilden die Grundlage für die meisten heute benutzten Bibliothekskataloge. Aktuell scheinen besonders UNIMARC und MARC 21 von Bedeutung zu sein. Die Gemeinsame Normdatei (GND) arbeitet beispielsweise mit dem Austauschformat MARC-21-Authority.

## Versionen
Heute gibt es zahlreiche Versionen des MARC-Formats. Viele von ihnen wurden von großen Bibliotheken für deren Gebrauch entwickelt und sind in ihrer Anwendung geographisch beschränkt, etwa ist in Norwegen die in Oslo entwickelte Version NORMARC in Gebrauch. Die international mit großem Abstand bedeutendste Version ist MARC 21.
- MARC 21 wurde 1999 als harmonisierte Version ihrer Vorgänger, nämlich vor allem USMARC, CANMARC und UKMARC, entwickelt.
- USMARC: MARC-Version der USA, jetzt obsolet.
- CAN/MARC: MARC-Version für Kanada, jetzt obsolet.
- UNIMARC (Universal Machine Readable Cataloging): erstellt von der IFLA 1977[2]
- AUSMARC: MARC-Version für Australien, herausgegeben von der National Library of Australia 1973; USMARC adoptiert 1991
- BIBSYS-MARC: im Gebrauch bei allen norwegischen Universitätsbibliotheken, der norwegischen Nationalbibliothek usw.
- CMARC: MARC-Version für die Volksrepublik China, basiert auf UNIMARC
- DANMARC: MARC-Version für Dänemark, basiert auf MARC21
- INTERMARC wurde 1975 als allgemeines Austauschformat für Westeuropa entworfen. Bei der Entwicklung waren die französischsprachigen Staaten Frankreich, Belgien und die Schweiz die Hauptbeteiligten. Tatsächlich angewendet wurde es nur an der Bibliothèque nationale de France (BnF). Seit 1975 bis heute wird dort in INTERMARC katalogisiert. Lieferungen von Daten der BnF erfolgen je nach Wunsch in INTERMARC oder nach einer von der BnF durchgeführten Konvertierung in UNIMARC.[3]
- NORMARC wurde ab 1971 an der Universitätsbibliothek Oslo entwickelt und ist in Norwegen bis heute in Gebrauch.[4]
- IDSMARC wurde 1997 vom Informationsverbund Deutschschweiz als ein USMARC-Derivat entwickelt, mittlerweile ist es mit MARC 21-Elementen angereichert worden. Noch heute gehören Unterhalt und Publikation dieser MARC-Version zum Aufgabenbereich des Verbunds.
- UKMARC wurde 1968 von der British Library als Katalogisierungsformat entwickelt, um die British National Bibliography zu erstellen. UKMARC unterschied sich vom USMARC in etlichen Details. Im Juni 2004 hat die British Library im Zuge der Einführung eines integrierten Bibliothekssystems von UKMARC zu MARC 21 gewechselt. UKMARC wird nicht mehr weiterentwickelt, Informationen über UKMARC und die letzte Version dieses überkommenen Standards sind auf den Seiten der British Library abrufbar.[5]

## Organisation
Für die Entwicklung des MARC-Formats ist eine Abteilung der Library of Congress zuständig, das Network Development and MARC Standards Office.
Änderungen am MARC 21-Format werden von der MARC Arbeitsgruppe (MARC Steering Group) vorgeschlagen. Diese besteht aus je einem Vertreter der Library of Congress, der Kanadischen Nationalbibliothek, der British Library und der Deutschen Nationalbibliothek. Eine die Arbeitsgruppe beratende Funktion nimmt das MARC Advisory Committee ein, das 2013 aus 22 Personen verschiedener Institutionen gebildet wurde. Für aktuelle Informationen, beispielsweise zu Änderungen, betreibt die Library of Congress ein Informationsforum. Formatänderungen werden in der Regel halbjährlich als MARC 21 Update veröffentlicht und gelten 60 Tage ab dem Datum der Veröffentlichung als uneingeschränkt nutzbar.

## Geschichte

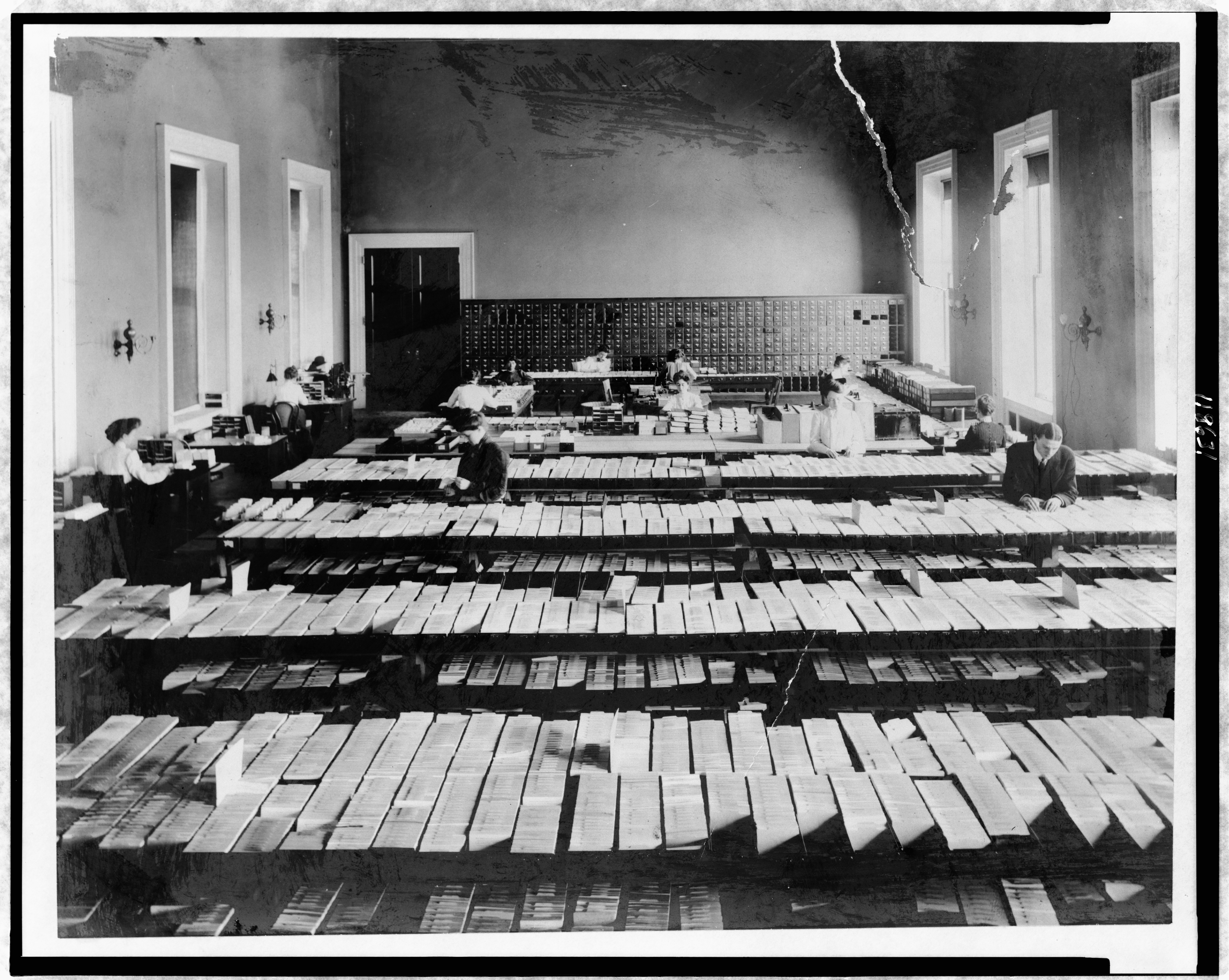
Die für den Zettelkatalog zuständige Abteilung der Library of Congress um 1910

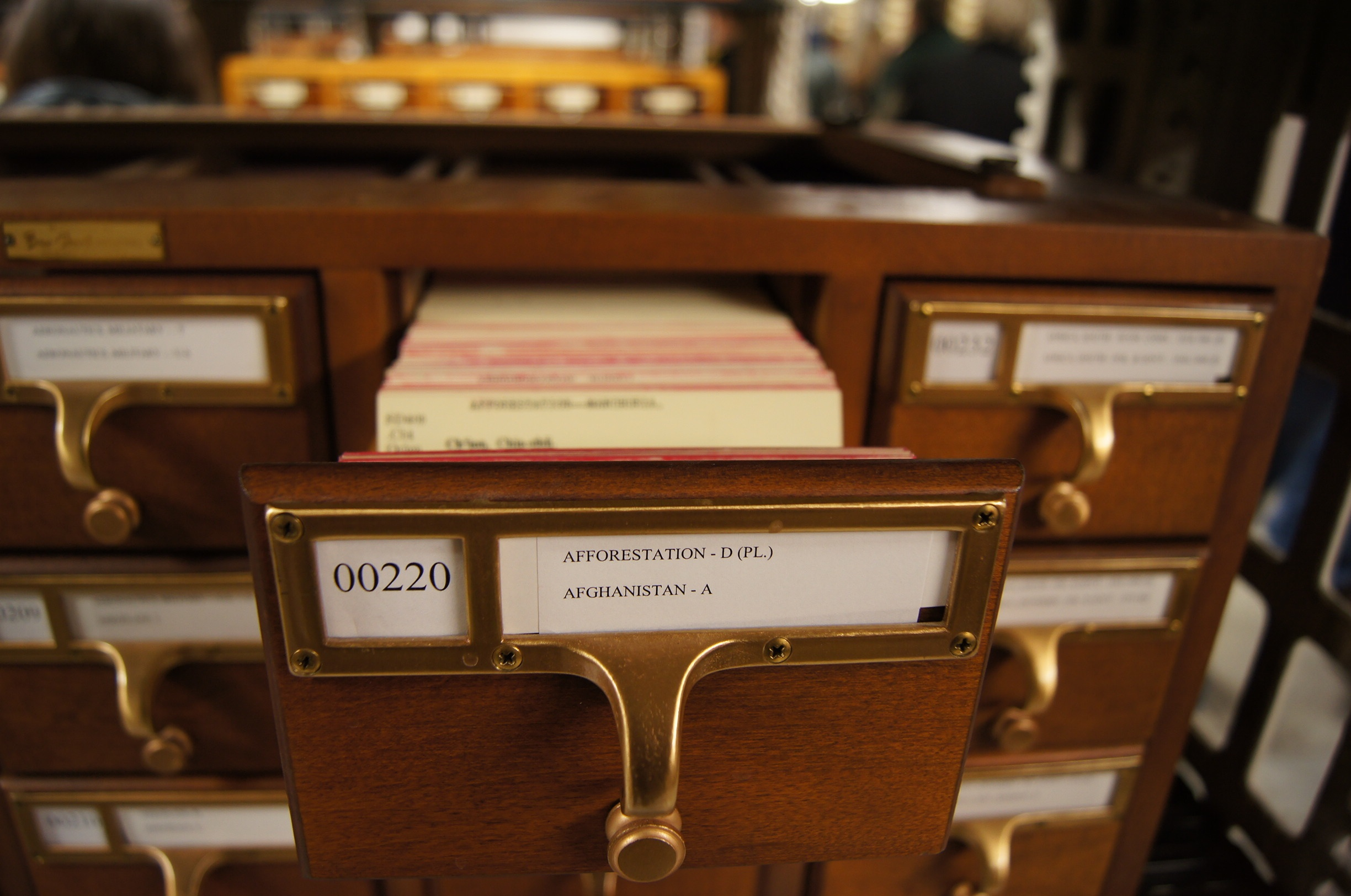
Vor der Automatisierung und der Entwicklung von MARC war der Zettelkatalog der Library of Congress das Speichermedium für die Titelaufnahmen der Bibliothek

### Vorgeschichte bis 1965
Nachdem die Library of Congress (LC) bereits in den späten 1950er Jahren begonnen hatte, nach Möglichkeiten der Verwendung von Automatisierungstechniken bei internen Arbeitsabläufen zu forschen, wurde 1963 eine durch das Council on Library Resources (CLR) finanzierte Studie zu diesem Thema veröffentlicht. Wie in der Studie vorgeschlagen, stellte man eine Arbeitsgruppe zusammen, die die Aufgabe hatte, die zukünftige Automatisierung der Katalogisierung und der Recherche zu entwerfen und schließlich durchzuführen. Eine ebenfalls vom CLR finanzierte und zur Vorgeschichte von MARC gehörende Studie erschien 1965. In ihr wurde die Möglichkeit untersucht, die auf den Katalogkarten der LC enthaltenen Daten in eine Form zu bringen, die von Maschinen gelesen werden kann. Beabsichtigter Zweck war vorrangig die Erzeugung bibliographischer Produkte durch Computer. Die Resultate der Studie wurden im Januar 1965 bei einer Konferenz an der LC behandelt, an der Bibliothekare, Vertreter des Staates sowie der Privatwirtschaft, forschende Wissenschaftler und Institutionen teilnahmen. Die Beteiligten einigten sich darauf, dass die neuen maschinenlesbaren Titelaufnahmen als bibliotheksübergreifender Standard an der LC entwickelt werden und über die Daten der bisherigen LC-Katalogkarten hinaus noch weitere Daten enthalten sollten. Im Hinblick auf die kommenden Anforderungen analysierten Mitarbeiter der LC die zu katalogisierenden Daten und brachten im Juni 1965 einen entsprechenden Bericht heraus. Nach einer erneuten Konferenz im Dezember 1965 genehmigte das CLR der LC Gelder, um ein entsprechendes Pilot-Projekt durchzuführen. Ziel des Projekts war es, die Machbarkeit und den Nutzen der Verteilung von maschinenlesbaren Katalogdaten durch die LC an andere Bibliotheken zu testen. Der Name des Projekts lautete MARC, als Akronym für machine-readable cataloging.

### Das MARC-Pilot-Projekt undMARC Ivon 1966 bis 1968
Zu Beginn des Projekts wurden von der LC teilnehmende Bibliotheken gesucht und schließlich 16 geeignete ausgewählt. Außerdem entwickelte man Abläufe und Programme, um die MARC-Daten konvertieren, pflegen und verteilen zu können. Für die teilnehmenden Bibliotheken wurden Programme geschaffen, die die Verwendung der gelieferten Daten ermöglichten. Im Februar 1966 fand an der LC ein Treffen der Teilnehmer statt, bei dem die LC über das Projekt MARC und seinen geplanten Ablauf informierte. Man beschloss, sich bei den Titelaufnahmen auf die Materialart Buch zu beschränken. Der Zeitplan sah vor, bereits innerhalb von drei Monaten die Projektversion des MARC-Formats (später als Version MARC I bezeichnet) fertiggestellt und innerhalb von acht Monaten die nötigen Abläufe und Programme entwickelt zu haben. Tatsächlich fand bereits im Oktober 1966 die erste Verteilung von Daten statt, damals wurde ein Test-Magnetband verschickt. Die allwöchentliche Datenverteilung begann im November. In den Folgemonaten wurden in enger telefonischer Zusammenarbeit die Programme der Bibliotheken von Fehlern befreit oder neu geschrieben und die Herstellungsabläufe von korrekten Titelaufnahmen verbessert. Das Projekt war ursprünglich zu kurz bemessen und nur bis Juni 1967 angesetzt. Um zufriedenstellende Ergebnisse für die Zukunft hervorbringen zu können, musste es bis Juni 1968 verlängert werden. In diesem Jahr erschien dann auch der Abschlussbericht. Am Ende des Projekts hatte die LC rund 50.000 MARC I-Titelaufnahmen englischsprachiger Bücher an die Teilnehmerbibliotheken ausgeliefert.

### Die Entwicklung vonMARC IIvon 1967 bis 1968
Aufgrund des Erfolgs des MARC-Pilot-Projekts startete noch vor seinem Ende die Planung und Implementierung eines voll funktionsfähigen Produktionssystems, das die dauerhafte Verteilung der Katalogdaten an die mittlerweile 20 Teilnehmerbibliotheken ermöglichen sollte. Bereits im Zuge des Pilot-Projekts war beabsichtigt, das Testformat MARC I mithilfe der erwarteten Erfahrungen durch eine produktionsfähige Nachfolgeversion (später als MARC II verwirklicht) ersetzen zu können. Beeinflusst wurde die neue Version MARC II nicht nur durch die gesammelten Evaluationen der Teilnehmerbibliotheken, sondern auch durch den Entschluss der British National Bibliography (BNB), ein eigenes Schwesterprojekt unter dem Namen UK/MARC Pilot Project zu starten. Da auch weitere Bibliotheken Interesse bekundeten, ergab sich an der LC das Vorhaben, nicht nur ein Format für die Verteilung der Titelaufnahmen der LC an Bibliotheken, sondern ein allgemeines, internationales Format für den Austausch bibliographischer Information zwischen katalogisierenden Bibliotheken untereinander zu schaffen. Trotz der anfänglichen Beschränkung auf Bücher war der Grundgedanke bei der Umsetzung, mit MARC Titeldaten aller Medienformen (wie Bücher, Zeitschriften, Karten, Musik, Artikel usw.) erfassen zu können, und zwar auf Speichermedien, die im Gegensatz zu den bisherigen Katalogkarten von Maschinen gelesen und verarbeitet werden können. Als die drei Komponenten eines MARC-Datensatzes ergaben sich erstens die leere Struktur, zweitens die Tags, Indikatoren und Subfelder, die die jeweiligen erfassten Daten beschreiben und identifizierbar machen, und drittens die Daten selbst (wie Autor, Titel usw.). Der Prozess, alle nötigen Elemente zur Beschreibung von Büchern festzulegen, erfolgte über einen längeren Zeitraum unter zahlreicher Beteiligung katalogisierender Bibliothekare. Außer dem MARC-Format wurde auch eine Zeichenkodierung für die Titelaufnahmen festgelegt. Im Dezember 1967 fand an der LC eine Konferenz statt, in der die Teilnehmer richtungsweisende Entscheidungen über den Fortgang der automatisierten Verarbeitung von bibliographischen Daten und speziell des MARC-Formats trafen.

### Das MARC Distribution Service ab 1969
Von Juni 1968 bis März 1969 wurde MARC weiterentwickelt und getestet. Vor dem Start des kostenpflichtigen MARC Distribution Service im März 1969 veröffentlichte die LC eine Einführung in MARC sowie ein Test-Magnetband mit MARC-Katalogisaten, beides war für am Distribution Service interessierte Bibliotheken gedacht. Der operative Betrieb startete im März 1969 mit den an der LC aufgenommenen englischsprachigen Monographien. Wöchentlich wurden rund 1000 Neuaufnahmen per Magnetband verschickt. Noch im selben Jahr erschien die erste Ausgabe der MARC Manuals. 1970 wurden MARC-Formate für Serientitel und Karten publiziert, 1971 für Filme und 1973 für Handschriften. 1975 beinhaltete die Datenbank bereits rund 605.000 Titelaufnahmen, darunter bereits auch Filme, Serientitel, fremdsprachige Literatur und anderes. Die MARC-Katalogisate konnten von Bibliotheken gekauft werden.

## Format
MARC war ursprünglich ein reines Textformat, bei dem ein dreistelliger numerischer Wert die Felder innerhalb des Datensatzes angab. Beispiel für das Werk Mein Katalonien von George Orwell im Bestand der Universitäts- und Landesbibliothek Bonn:
```
leader 00862nam#a2200289#c#4500
001    990019566710206441
003    DE-605
005    20191031165500.0
007    tu
008    990228|1964####gw############|||#|#ger#c
016    7#$a602023405 $2OCoLC 
035    ##$a(DE-605)HT004762834 
035    ##$a(OCoLC)602023405 
035    ##$a(DE-599)HBZHT004762834 
040    ##$cDE-605 $a61 $bger $d61 $erakwb $dDE-605 
041    ##$ager 
044    ##$cXA-DE 
100    1#$aOrwell, George $d1903-1950 $0(DE-588)118590359 $4aut 
240    10$aHomage to Catalonia $gdt. 
245    10$aMein Katalonien $cGeorge Orwell. [Aus d. Engl. v. Wolfgang Rieger] 
264    #1$aMünchen $bRütten + Loening $c1964 
300    ##$a302 S. 
689    00$aOrwell, George $d1903-1950 $Dp $0(DE-588)118590359 
689    01$aKatalonien $Dg $0(DE-588)4029916-8 
700    1#$aRieger, Wolfgang $4trl 
964    0s$F051 $Am||||||| 
964    0s$F030 $Aa|1uc||||||14 
964    0s$F050 $Aa||||||||||||| 
980    1#$eHBZ $9LOCAL 
981    ##$a(DE-5)2199464 $9LOCAL 
983    ##$aANGL Z $2ULB $9local 
997    ##$a20060511 $9LOCAL

```

Erst im Jahre 2002 wurde ein XML-Format definiert. Dieser sieht im Katalog der Deutschen Nationalbibliothek für dasselbe Werk folgendermaßen aus:
```
<?xml version="1.0" encoding="UTF-8"?>

  
<record
 
xmlns=
"http://www.loc.gov/MARC21/slim"
 
type=
"Authority"
>

    
<leader>
00000nz
  
a2200000nc
 
4500
</leader>

    
<controlfield
 
tag=
"001"
>
974208094
</controlfield>

    
<controlfield
 
tag=
"003"
>
DE-101
</controlfield>

    
<controlfield
 
tag=
"005"
>
20210910164518.0
</controlfield>

    
<controlfield
 
tag=
"008"
>
050322n||azznnaabn
           
|
 
ana
    
|c
</controlfield>

    
<datafield
 
tag=
"024"
 
ind1=
"7"
 
ind2=
" "
>

      
<subfield
 
code=
"a"
>
4820555-2
</subfield>

      
<subfield
 
code=
"0"
>
http://d-nb.info/gnd/4820555-2
</subfield>

      
<subfield
 
code=
"2"
>
gnd
</subfield>

    
</datafield>

    
<datafield
 
tag=
"035"
 
ind1=
" "
 
ind2=
" "
>

      
<subfield
 
code=
"a"
>
(DE-101)974208094
</subfield>

    
</datafield>

    
<datafield
 
tag=
"035"
 
ind1=
" "
 
ind2=
" "
>

      
<subfield
 
code=
"a"
>
(DE-588)4820555-2
</subfield>

    
</datafield>

    
<datafield
 
tag=
"035"
 
ind1=
" "
 
ind2=
" "
>

      
<subfield
 
code=
"z"
>
(DE-588c)4820555-2
</subfield>

      
<subfield
 
code=
"9"
>
v:zg
</subfield>

    
</datafield>

    
<datafield
 
tag=
"040"
 
ind1=
" "
 
ind2=
" "
>

      
<subfield
 
code=
"a"
>
DE-7
</subfield>

      
<subfield
 
code=
"c"
>
DE-7
</subfield>

      
<subfield
 
code=
"9"
>
r:DE-601
</subfield>

      
<subfield
 
code=
"b"
>
ger
</subfield>

      
<subfield
 
code=
"d"
>
9999
</subfield>

    
</datafield>

    
<datafield
 
tag=
"042"
 
ind1=
" "
 
ind2=
" "
>

      
<subfield
 
code=
"a"
>
gnd1
</subfield>

    
</datafield>

    
<datafield
 
tag=
"043"
 
ind1=
" "
 
ind2=
" "
>

      
<subfield
 
code=
"c"
>
XA-GB
</subfield>

    
</datafield>

    
<datafield
 
tag=
"065"
 
ind1=
" "
 
ind2=
" "
>

      
<subfield
 
code=
"a"
>
12.2p
</subfield>

      
<subfield
 
code=
"2"
>
sswd
</subfield>

    
</datafield>

    
<datafield
 
tag=
"075"
 
ind1=
" "
 
ind2=
" "
>

      
<subfield
 
code=
"b"
>
u
</subfield>

      
<subfield
 
code=
"2"
>
gndgen
</subfield>

    
</datafield>

    
<datafield
 
tag=
"075"
 
ind1=
" "
 
ind2=
" "
>

      
<subfield
 
code=
"b"
>
wit
</subfield>

      
<subfield
 
code=
"2"
>
gndspec
</subfield>

    
</datafield>

    
<datafield
 
tag=
"079"
 
ind1=
" "
 
ind2=
" "
>

      
<subfield
 
code=
"a"
>
g
</subfield>

      
<subfield
 
code=
"q"
>
s
</subfield>

      
<subfield
 
code=
"q"
>
f
</subfield>

      
<subfield
 
code=
"u"
>
w
</subfield>

    
</datafield>

    
<datafield
 
tag=
"100"
 
ind1=
"1"
 
ind2=
" "
>

      
<subfield
 
code=
"a"
>
Orwell,
 
George
</subfield>

      
<subfield
 
code=
"d"
>
1903-1950
</subfield>

      
<subfield
 
code=
"t"
>
Homage
 
to
 
Catalonia
</subfield>

    
</datafield>

    
<datafield
 
tag=
"400"
 
ind1=
"1"
 
ind2=
" "
>

      
<subfield
 
code=
"a"
>
Orwell,
 
George
</subfield>

      
<subfield
 
code=
"d"
>
1903-1950
</subfield>

      
<subfield
 
code=
"t"
>
Mein
 
Katalonien
</subfield>

      
<subfield
 
code=
"9"
>
v:R:ÖB-Alternative
</subfield>

    
</datafield>

    
<datafield
 
tag=
"500"
 
ind1=
"1"
 
ind2=
" "
>

      
<subfield
 
code=
"0"
>
(DE-101)118590359
</subfield>

      
<subfield
 
code=
"0"
>
(DE-588)118590359
</subfield>

      
<subfield
 
code=
"0"
>
https://d-nb.info/gnd/118590359
</subfield>

      
<subfield
 
code=
"a"
>
Orwell,
 
George
</subfield>

      
<subfield
 
code=
"d"
>
1903-1950
</subfield>

      
<subfield
 
code=
"4"
>
aut1
</subfield>

      
<subfield
 
code=
"4"
>
https://d-nb.info/standards/elementset/gnd#firstAuthor
</subfield>

      
<subfield
 
code=
"w"
>
r
</subfield>

      
<subfield
 
code=
"i"
>
Verfasserschaft1
</subfield>

      
<subfield
 
code=
"e"
>
Verfasserschaft1
</subfield>

    
</datafield>

    
<datafield
 
tag=
"548"
 
ind1=
" "
 
ind2=
" "
>

      
<subfield
 
code=
"a"
>
1938
</subfield>

      
<subfield
 
code=
"4"
>
datj
</subfield>

      
<subfield
 
code=
"4"
>
https://d-nb.info/standards/elementset/gnd#dateOfPublication
</subfield>

      
<subfield
 
code=
"w"
>
r
</subfield>

      
<subfield
 
code=
"i"
>
Erscheinungszeit
</subfield>

    
</datafield>

    
<datafield
 
tag=
"670"
 
ind1=
" "
 
ind2=
" "
>

      
<subfield
 
code=
"a"
>
Kindler
 
neu
</subfield>

    
</datafield>

    
<datafield
 
tag=
"678"
 
ind1=
" "
 
ind2=
" "
>

      
<subfield
 
code=
"b"
>
Autobiograph.
 
Bericht
 
aus
 
d.
 
Span.
 
Bürgerkrieg,
 
1938
 
ersch.
</subfield>

    
</datafield>

    
<datafield
 
tag=
"913"
 
ind1=
" "
 
ind2=
" "
>

      
<subfield
 
code=
"S"
>
swd
</subfield>

      
<subfield
 
code=
"i"
>
pt
</subfield>

      
<subfield
 
code=
"a"
>
Orwell,
 
George:
 
Homage
 
to
 
Catalonia
</subfield>

      
<subfield
 
code=
"0"
>
(DE-588c)4820555-2
</subfield>

    
</datafield>

  
</record>

```